# Baikoetoe
Baikoetoe, ook wel Baikoetoekondre, is een dorp in het ressort Sarakreek in Brokopondo, Suriname. Het ligt aan de Surinamerivier in het Battaliebagebied, ten noorden van het Brokopondostuwmeer.
In het dorp wonen vooral Saramaccaners. In 2013 kregen kinderen van vier en vijf jaar oud in vijf dorpen in de omgeving, waaronder Baikoetoe, toegang tot het kleuteronderwijs in Duwatra.
In 2014 werden Baikoetoe, Banafowkondre en Pikinpada bezocht door districtscommissaris Yvonne Pinas onder begeleiding van het Bureau Openbare Gezondheidszorg, vanwege overlast van vleermuizen die bewoners hadden gebeten. Deze gedijden goed in de bouwvallen in de omgeving die daarna werden gesloopt.